# Naivashasjön

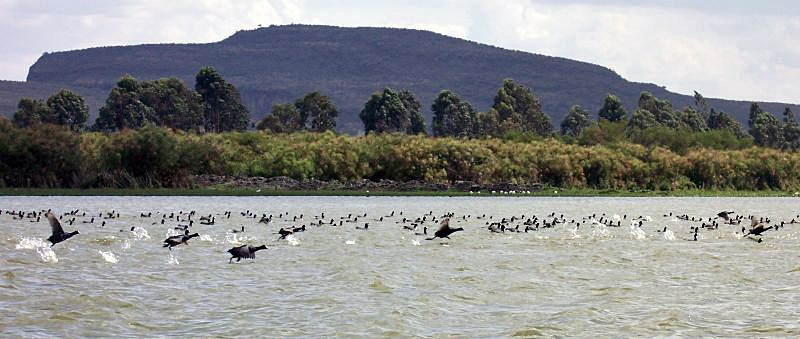
Fåglar vid Naivashasjön.

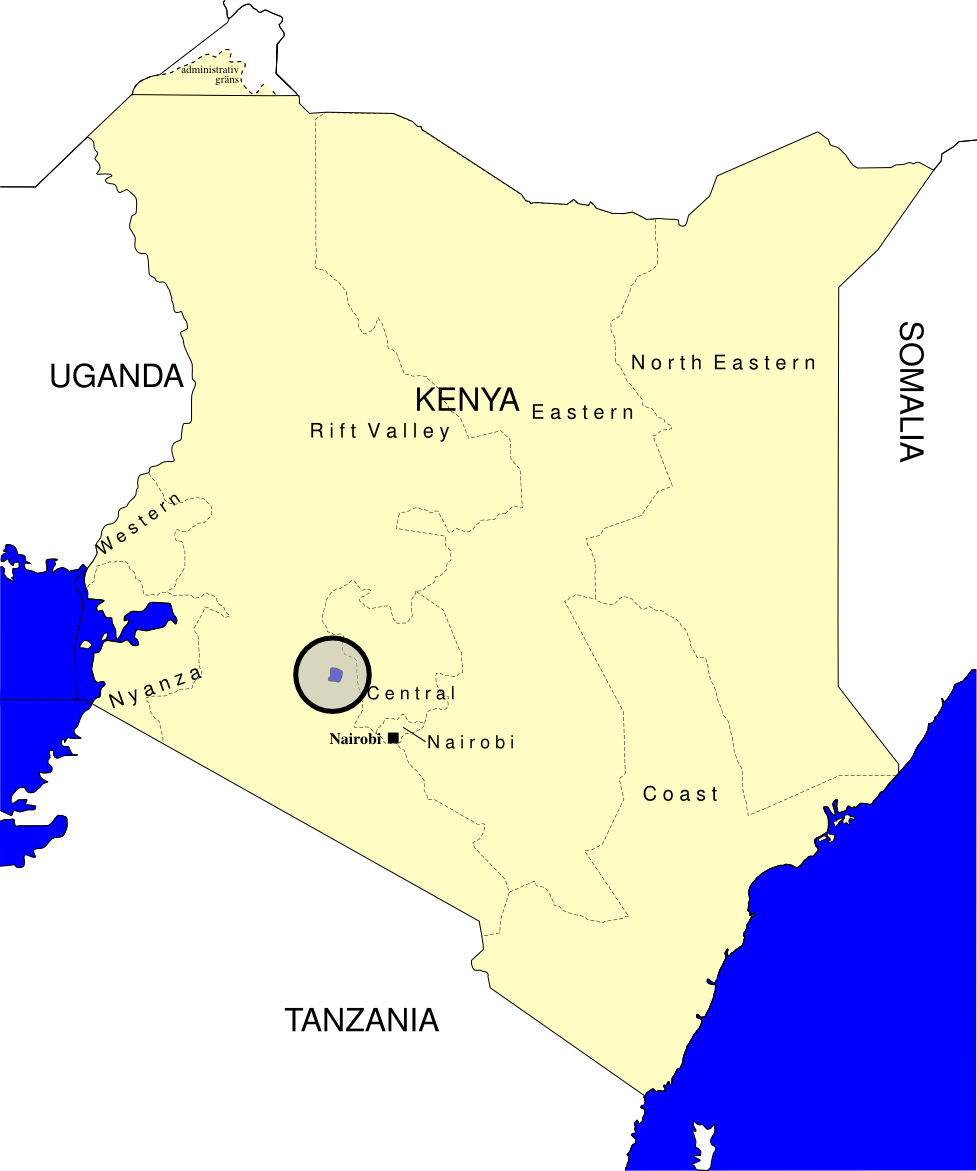
Naivashasjöns läge i Kenya.

Naivashasjön (maa: Nai'posha) är en insjö i Kenya, belägen omkring 1 884 m ö.h. i Naivashagraven, en del av det östafrikanska gravsänkesystemet. Sjön har gett namn åt staden Naivasha.
Sjön är 139 km² stor, och har ett maximalt djup på 30 meter. Medeldjupet är 6 meter. Kring sjön finns ett rikt djurliv, och ungefär 400 olika fågelarter har siktats.
Den ugandiska järnvägen går på sjöns östsida. I trakten kring sjön finns talrika farmer. Öster om sjön ligger en flygplats.
Sedan 16 augusti 1999 är Naivashasjön uppsatt på Kenyas tentativa världsarvslista.